# 나가오 유토
나가오 유토(일본어: 長尾 優斗, 2001년 8월 31일~)는 일본의 축구 선수이다.

## 구단 경력
그는 2019년까지 J3리그의 감바 오사카 U-23에서 뛰었다. 2020년부터 2023년까지 간세이 가쿠인 대학에서 활동했다. 2024년 J2리그의 미토 홀리호크에 입단했다.